# Harry Potter and the Half-Blood Prince (игра)
«Гарри Поттер и Принц-полукровка» (англ. Harry Potter and the Half-Blood Prince) — компьютерная игра в жанре action-adventure, шестая игра из серии о Гарри Поттере. Игра была разработана EA Bright Light Studio и издана Electronic Arts. Изначально игру планировалось выпустить осенью 2008 года, но поскольку премьера одноимённого фильма была перенесена на 17 июля 2009 года, то и выпуск игры был также перенесен ближе к этой дате. Игра вышла в США 30 июня 2009, в России выпуск игры в продажу поступил 3 июля 2009 года. Игра выпущена на следующие платформы: Mac OS X, Microsoft Windows, Nintendo DS, PlayStation 2, PlayStation 3, PlayStation Portable, Wii, Xbox 360, а также на мобильный телефон.

## Игровой процесс
В игре можно свободно путешествовать по всем землям Хогвартса и применять на любой объект заклинания, подобно своему предшественнику Ордену Феникса. В игре также присутствует многопользовательский режим (в главном меню можно выбрать как одиночную, так и многопользовательскую игру), уроки, четыре времени суток (утро, день, вечер, ночь), квиддич, дуэли волшебников (один или два игрока) и зельеварение.

### Платформы
Версии игры на разные платформы значительно отличаются. Ниже приведено краткое описание игры на разные платформы

#### Wii
Целевой платформой для разработки игры была Wii, поэтому всё управление изначально было приспособлено для Wii Remote. Версии для остальных платформ были портированы с Wii.
Не так, как прежде, во время хождения по Хогвартсу, сенсор пульта Wii remote может быть использован для управления камерой (для этого надо задерживать клавишу B).
Управление навыками также претерпело изменения. Вингардиум Левиоса теперь выполняется с помощью кнопки B, пульт Wii Remote начнет летать вокруг вас. Левитированные объекты управляются аналоговым контроллером нунчака.

#### Nintendo DS
В версии для DS вы можете использовать стилус на некоторых моментах, чтобы творить заклинания, такие как Левикорпус, Вингардиум Левиоса и прочие. Также можно изготовлять зелья для профессора Слизнорта и сражаться с Дементорами. Также можно играть в мини-игры, такие как шахматы и плюй-камни. Также в версии Nintendo DS можно исполнять заклинания, используя встроенный микрофон консоли.

#### PlayStation 3
Игра использует SIXAXIS, или же правый аналоговый стик, как и предыдущая часть. Но эта часть поддерживает вибрацию Dualshock 3.

### PlayStation 2
PS2-версия использует такое же управление, как и в предыдущих сериях игры.

#### Xbox 360
В версии для Xbox 360 использовано такое же управление, как и в предыдущих сериях игры (волшебной палочкой служат левый и правый стики).

#### ПК
Используется такое же управление, как и в Ордене Феникса (волшебной палочкой служит мышка).

### Локации
Как и в Ордене Феникса, игрок может свободно бродить по Хогвартсу. Ключевыми локациями (которые можно посетить) в игре являются астрономическая башня, Нора и пещера, в которой хранится крестраж. Также в игре можно посетить новые локации, такие, как Поле для Квиддича, кабинет Дамблдора, Кабинет профессора Горация Слизнорта, усовершенствованные теплицы, Дуэльный клуб (Большой зал превращается в дуэльный клуб) и т. д., но нельзя будет посетить Выручай-комнату и кабинет защиты от темных искусств.

## Сюжет
Сюжет игры в целом повторяет одноименный фильм — Дамблдор готовит Гарри к окончательной битве против Волан-де-Морта, который усиливает свой контроль над мирами магов и маглов. Вместе они ищут и уничтожают крестражи, чтобы уничтожить Волан-де-Морта; с этой же целью Дамблдор приглашает на работу старого друга и коллегу Горация Слизнорта, который владеет важной информацией.

## Критика
| Сводный рейтинг     | Сводный рейтинг | Сводный рейтинг | Сводный рейтинг | Сводный рейтинг | Сводный рейтинг | Сводный рейтинг       | Сводный рейтинг |
| Издание             | Оценка          | Оценка          | Оценка          | Оценка          | Оценка          | Оценка                | Оценка          |
| Издание             | DS              | PC              | PS2             | PS3             | PSP             | Wii                   | Xbox 360        |
| ------------------- | --------------- | --------------- | --------------- | --------------- | --------------- | --------------------- | --------------- |
| GameRankings        | 46,42 %         | N/A             | N/A             | 64,48 %         | N/A             | 61,47 %               | 64,02 %         |
| Metacritic          | 48/100          | 64/100          | 65/100          | 66/100          | 51/100          | 60/100                | 64/100          |
| Иноязычные издания  |                 |                 |                 |                 |                 |                       |                 |
| Издание             | Оценка          | Оценка          | Оценка          | Оценка          | Оценка          | Оценка                | Оценка          |
| Издание             | DS              | PC              | PS2             | PS3             | PSP             | Wii                   | Xbox 360        |
| 1UP.com             | N/A             | N/A             | N/A             | C               | N/A             | C                     | N/A             |
| Game Informer       | N/A             | N/A             | N/A             | 7/10            | N/A             | 7/10                  | 7/10            |
| GamePro             | N/A             | N/A             | N/A             | N/A             | N/A             | [ 14 ]                | N/A             |
| GameSpot            | N/A             | N/A             | N/A             | 5/10            | N/A             | 5/10                  | N/A             |
| GameSpy             | N/A             | N/A             | N/A             | N/A             | N/A             | [ 16 ]                | N/A             |
| GameTrailers        | N/A             | N/A             | N/A             | N/A             | N/A             | 5,4/10                | N/A             |
| GameZone            | N/A             | N/A             | N/A             | 6,9/10          | N/A             | 7/10                  | 6,9/10          |
| IGN                 | 4,3/10          | 7,5/10          | N/A             | 7,7/10          | 4,3/10          | (US) 7,7/10 (UK) 5/10 | 7,7/10          |
| Nintendo Power      | N/A             | N/A             | N/A             | N/A             | N/A             | 5,5/10                | N/A             |
| OXM                 | N/A             | N/A             | N/A             | N/A             | N/A             | N/A                   | 5/10            |
| PC Gamer (UK)       | N/A             | 55 %            | N/A             | N/A             | N/A             | N/A                   | N/A             |
| The Daily Telegraph | N/A             | N/A             | N/A             | N/A             | N/A             | 6/10                  | N/A             |

Игра в целом получила смешанные отзывы.

## Саундтрек
Все композиции к игре созданы Джеймсом Хенниганом.
- 01. Return to Hogwarts
- 02. Quidditch Tryouts
- 03. Wandering Night
- 04. Race Ginny
- 05. Duelling Club
- 06. Mixing Potions
- 07. Slytherin Combat
- 08. Slughorn
- 09. Hogwarts By Night
- 10. Quidditch
- 11. Get to Potions
- 12. Get to Quidditch
- 13. Fred and George Return
- 14. Wandering Day 5
- 15. Lovesick Ron
- 16. The Boathouse At Night
- 17. Wandering Stealth
- 18. Loss At Hogwarts
- 19. Bellatrix
- 20. Fenrir Battle
- 21. Wandering Day 4
- 22. Chase Draco
- 23. More Potions
- 24. Exploring With Luna
- 25. Wandering Day 3
- 26. Wandering Day 1
- 27. The Final Battles
- 28. Sadness At Hogwarts
- 29. Friendship Theme

## Команда разработчиков
- Продюсер — Джастин Маннинг (Justin Manning)
- Исп. продюсер — Джонатан Банней (Jonathan Bunney)
- Дизайнер — Крис Робертс
- Композитор — Джеймс Хенниган[англ.]